# Ołena Steckiw
Ołena Andrijiwna Steckiw (ur. 15 czerwca 1994) – ukraińska saneczkarka.
Wystąpiła na Zimowych Igrzyskach Olimpijskich 2014 gdzie w jedynkach zajęła 26. miejsce. Na kolejnych igrzyskach w 2018 była 28, a w 2022 zajęła 22. lokatę.